# Муромец (остров)

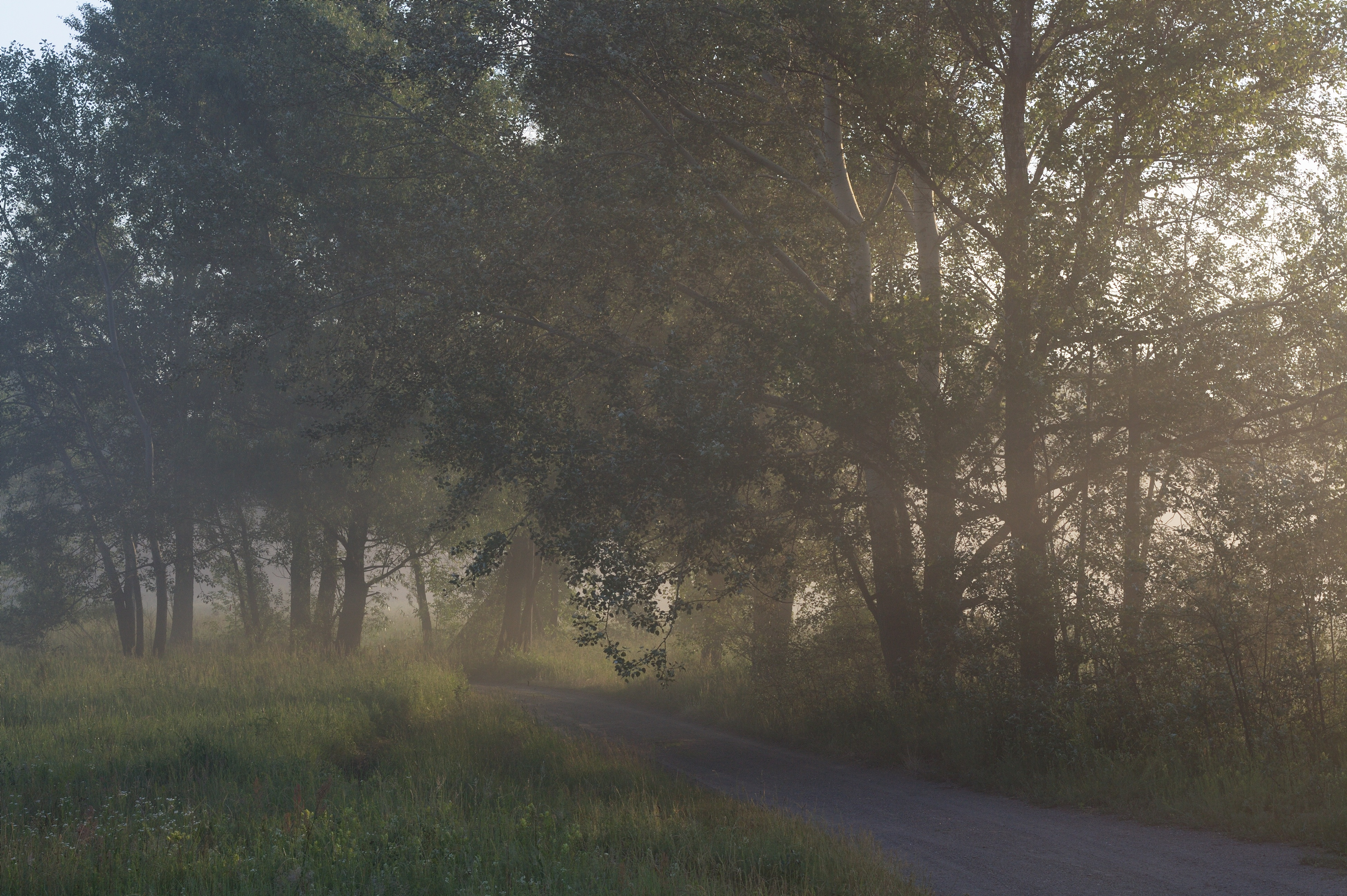
Парк Муромец

Муромец (укр. Муромець) — песчаный остров, образовался когда-то в результате многочисленных намывов Днепровского и Деснянского течений. Территория острова составляет 800 га. Длина — 7,5 км, ширина — 1-2 км. В наше время соединён с Трухановым островом.

## География
После перекрытия Черторойского русла он стал полуостровом и сегодня находится между двумя спальными районами Киева, Оболонью и Троещиной, на западе ограничен Днепром, на севере — Десной, на востоке — Десёнкой (Чертороем), а на юге — Северным мостом.

## История
Название острова связывают с легендой о том, что здесь разбивали свои шатры былинные богатыри — Добрыня Никитич, Алёша Попович и Илья Муромец — прежде чем предстать пред очи князя Владимира. По другой версии остров этот назвали именем богатыря Ильи Муромца, чтобы тот освободил от всякой нечисти находящееся на нём урочище Черторый.
Ещё в конце XVII в. острова Муромец и Труханов перешли в собственность города. Остров Муромец представляет большую историческую ценность. Издавна на нём селились рыбаки. Он является памятником археологии, так на его территории находятся древнерусские поселения XII века.
После завершения Великой Отечественной войны было решено, что лишенные зелёных зон жилые районы Троещина и Оболонь будут удовлетворять свои рекреационные потребности в парке Дружбы народов и на Муромце.
В 1972 году на нём заложили парк «Муромец» (в то время «Дружбы народов»), который является частью протянувшегося вдоль всего Киева Днепровского парка.
В 1990 году относящийся к Оболонскому району остров вместе с парком «Муромец» «перевели» в Деснянский район. Остров имеет заповедную зону, нуждающуюся в охране. Также его планировалось включить в фонд Национального природного парка «Голосеевский».
На острове 2 декабря 1999 года был создан общезоологический заказник Бобровня, 24 октября 2002 года — ландшафтный заказник Муромец—Лопуховатое.